# Neuhaus (Gemeinde Gaming, am Zellerrain)
Neuhaus (ⓘ) ist eine Ortschaft und eine Katastralgemeinde der Gemeinde Gaming im Bezirk Scheibbs in Niederösterreich. Die korrekte Bezeichnung der Ortschaft lautet Neuhaus-Langau.

## Geschichte
Laut Adressbuch von Österreich waren im Jahr 1938 in Neuhaus ein Gastwirt mit Gemischtwarenhandlung und ein Lederhosenerzeuger ansässig.

## Siedlungsentwicklung

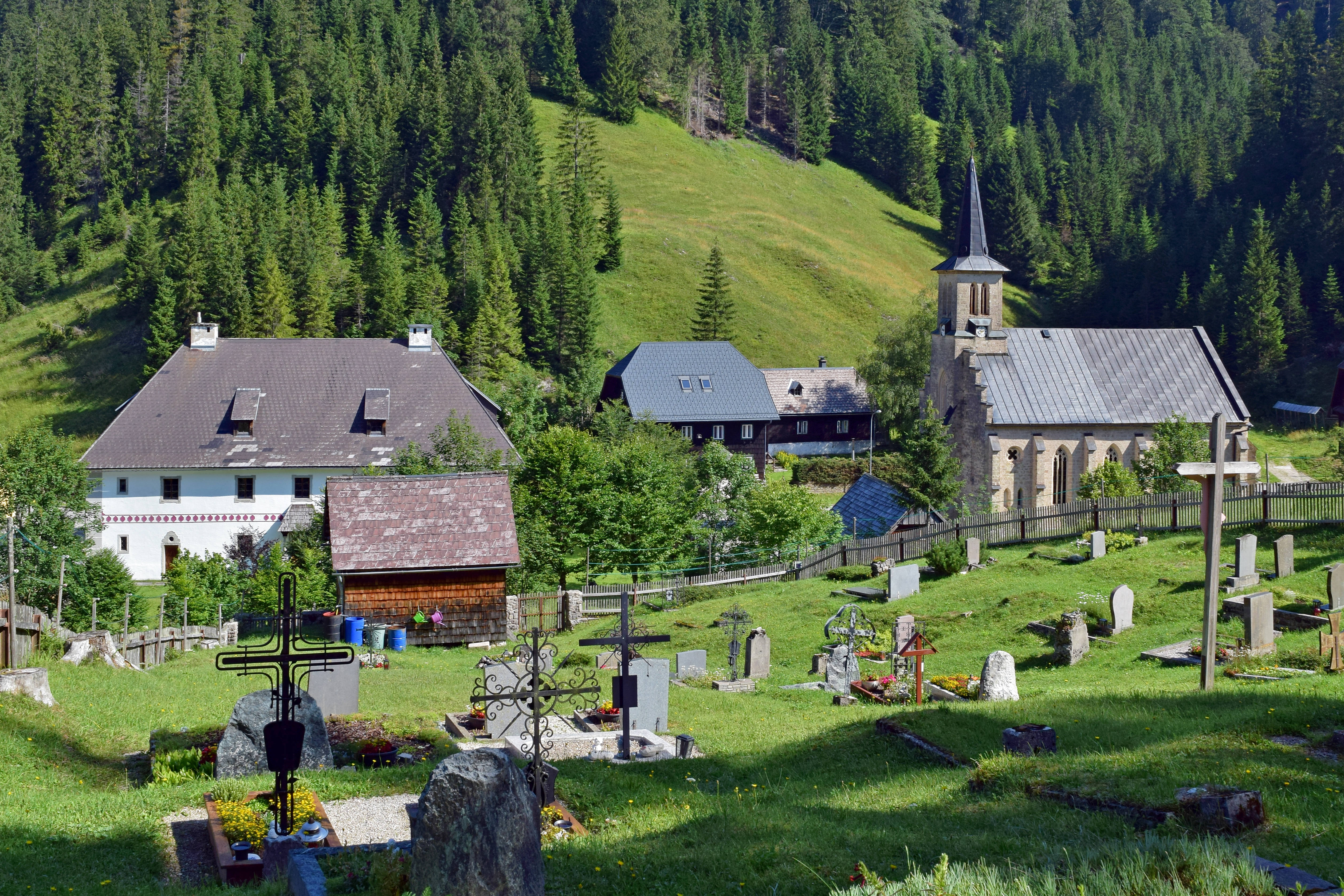
Ansicht vom Friedhof

Zum Jahreswechsel 1979/1980 befanden sich in der Katastralgemeinde Neuhaus insgesamt 81 Bauflächen mit 29.040 m² und 21 Gärten auf 10.219 m², 1989/1990 gab es 78 Bauflächen. 1999/2000 war die Zahl der Bauflächen auf 144 angewachsen und 2009/2010 bestanden 107 Gebäude auf 144 Bauflächen.

## Bodennutzung
Die Katastralgemeinde ist forstwirtschaftlich geprägt. 215 Hektar wurden zum Jahreswechsel 1979/1980 landwirtschaftlich genutzt und 7.698 Hektar waren forstwirtschaftlich geführte Waldflächen. 1999/2000 wurde auf 166 Hektar Landwirtschaft betrieben und 8.886 Hektar waren als forstwirtschaftlich genutzte Flächen ausgewiesen. Ende 2018 waren 160 Hektar als landwirtschaftliche Flächen genutzt und Forstwirtschaft wurde auf 8.740 Hektar betrieben. Die durchschnittliche Bodenklimazahl von Neuhaus beträgt 9,9 (Stand 2010).

## Kultur und Sehenswürdigkeiten
- Katholische Filialkirche Neuhaus am Zellerrain Zur Kreuzauffindung